# Aphanius saourensis
Aphanius saourensis е вид лъчеперка от семейство Cyprinodontidae. Видът е критично застрашен от изчезване.

## Разпространение
Разпространен е в Алжир.

## Описание
На дължина достигат до 3,4 cm.